# Ekanamsha

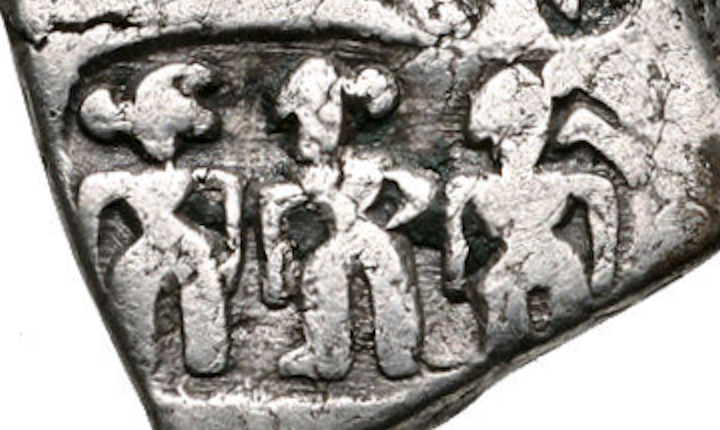
Trois individus sans attributs, peut-être les divinités Samkarsana, Vāsudeva et Ekanamsha, sur une pièce poinçonnée, avant notre ère.

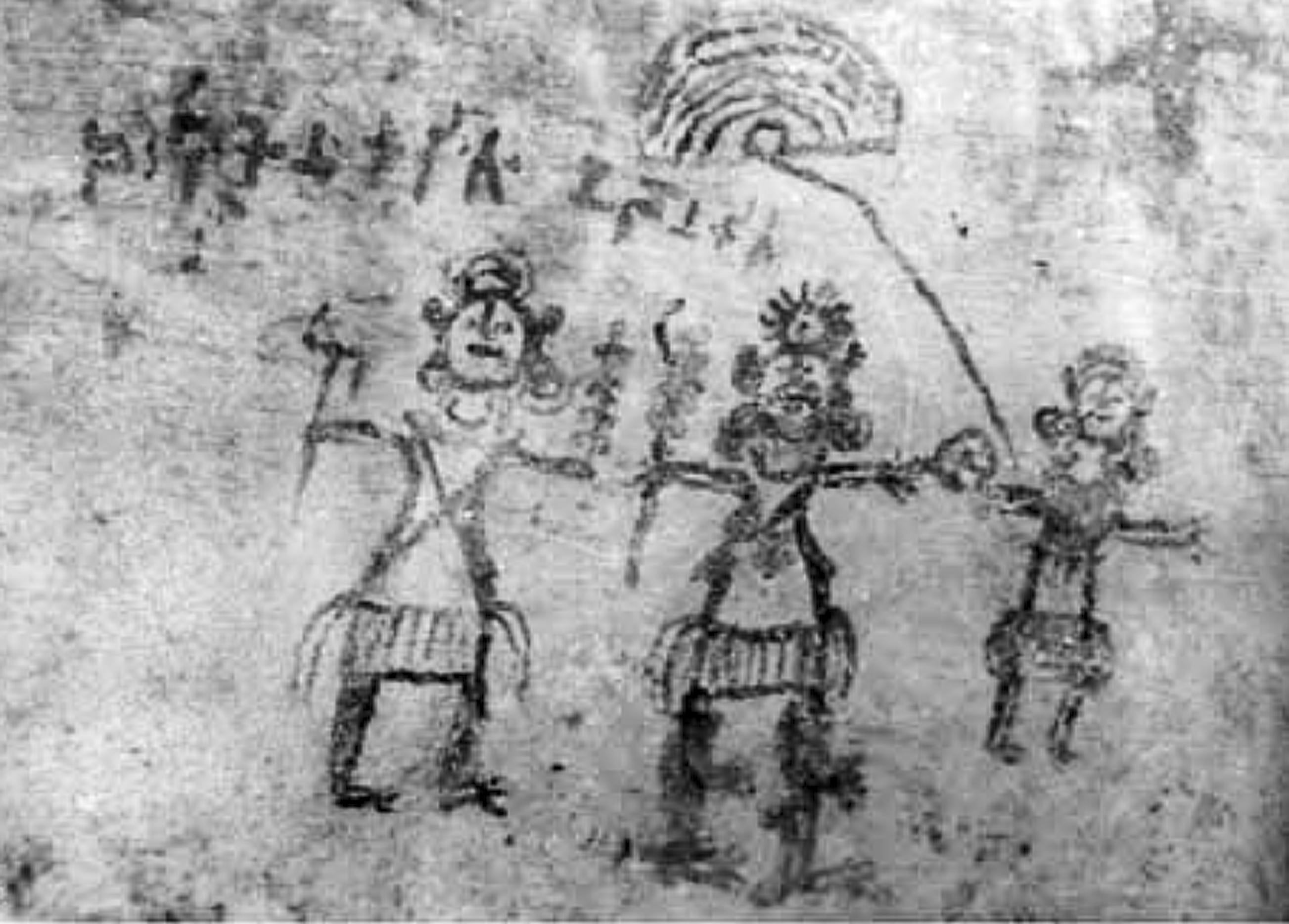
Balarama, Vāsudeva et la déesse Ekanamsha représentés dans une peinture rupestre à Tikla, 3e-2e siècle avant notre ère.

Ekanamsha ( sanskrit : एकानंशा ; Ekānaṁśā ) est une déesse hindoue . Elle est principalement identifiée au pouvoir illusoire de Vishnu et de Yogamaya.
On pense que la déesse était vénérée par les Vrishnis. De nombreuses « triades de parenté », représentant Vasudeva Krishna, Balarama et leur sœur Ekanamsha, ont été trouvées dans la région de Mathura, dont le style est daté des premiers siècles de l'ère commune. On pense qu'elle s'est également réincarnée en déesse Subhadra, fille de Vasudeva et Rohini.

## Étymologie
En sanskrit, Ekanamsha signifie « celui qui est unique et sans portion » et est un nom de la nouvelle lune. Une autre interprétation de son nom est que la déesse Yogamaya est connue sous le nom d'Ekanaṃsha parce qu'elle est née d'une partie ( aṃśa ) de Vishnu lui-même.

## Littérature

### Harivamsa
Selon SC Mukherji, dans le Harivamsa, Ekanamsha est identifiée comme une shakti de Vishnu comme la déesse d'Ekadasi, descendue comme la fille de Nanda pour protéger le bébé Krishna de Kamsa. Dans le Harivamsa, elle est représentée comme la sœur de Vishnu, ce qui lui vaut les épithètes Vimala Devi et Yogamaya.

### Vishnudharmottara Purana
Le Vishnudharmottara Purana décrit la divinité comme Gandhari (le pouvoir d'illusion appartenant à Vishnu), et ce Gandhari représente les divinités Dhrti, Kirti, Pusti, Sraddha, Sarasvati, Gayatri et Kalaratri.

### Brahmavaivarta Purana
Selon le Brahmavaivarta Purana, Ekanamsha était la fille de Nanda et Yashoda, qui ont été emmenées par Vasudeva. Lorsque Kamsa a tenté de la tuer, elle s'est transformée en déesse Yogamaya, également connue sous l'épithète Durga. Bien que dans d'autres versions, la petite fille soit transportée dans les montagnes Vindhya, dans ce texte, elle reste avec Vasudeva et Devaki. Plus tard, lorsque Krishna épouse sa principale épouse, Rukmini, elle est envoyée avec Durvasa pour le protéger et l'aider.